# La Famille Berenstain
Pour les articles homonymes, voir The Berenstain Bears.
La Famille Berenstain (The Berenstain Bears) est une série télévisée d'animation canadienne en quarante épisodes de 25 minutes, produite par Nelvana et Agogo Entertainment, réalisée par Jan et Stan Berenstain, diffusée aux États-Unis du 6 janvier 2003 au 6 décembre 2004 sur PBS Kids et au Canada sur Treehouse TV.
Au Québec, la série est diffusée à partir du 11 septembre 2004 sur ICI Radio-Canada Télé, et en France sur Canal+ en 2004 dans l'émission Canaille + et sur France 5 dans Zouzous depuis le 6 septembre 2011.
La série est un remake de La Famille Ours de 1985.

## Synopsis
L'histoire d'une famille d'ours anthropomorphiques qui vit dans un arbre.

## Épisodes

### Première saison (2003)
| No. de série | Titre français                                       | Date originale de diffusion |
| --- | ---------------------------------------------------- | --------------------------- |
| 1 | La mauvaise note/Visite chez le dentiste             | 6 janvier 2003              |
| - La mauvaise note : Léon écope d'une mauvaise note. - Visite chez le dentiste : Les oursons partent chez le dentiste. |                                                      |                             |
| 2 | Le nouveau travail de maman/Un nouvel ami            | 7 janvier 2003              |
| - Le nouveau travail de maman : La mère décide d'ouvrir un magasin. - Un nouvel ami : Un enfant emménage. |                                                      |                             |
| 3 | L'angoisse de la rentrée/Vacances chez Papy et Mamie | 8 janvier 2003              |
| - L'angoisse de la rentrée : La rentrée angoisse les oursons. - Vacances chez Papy et Mamie : Les oursons passent une semaine de vacances chez leurs grands-parents quand leurs parents renouvellent leur lune de miel. Au début, ils s'ennuient, mais la donne change très vite. |                                                      |                             |
| 4 | Le petit chien/La babysitter                         | 9 janvier 2003              |
| - Le petit chien : Les oursons doivent s'occuper d'un chien et découvrent qu'il y a beaucoup de responsabilités. - La Baby-Sitter : Les oursons décident de dédommager une voisine quand ils endommagent accidentellement son jardin.                                             |                                                      |                             |
| 5 | Trop de télévision/Un bonbon ou un gage              | 10 janvier 2003             |
| - Trop de télévision : Les parents pensent que les enfants regardent trop la télévision. - Un bonbon ou un gage : Les enfants fêtent Halloween. |                                                      |                             |
| 6 | Petit problème avec l'argent/Double défi             | 13 janvier 2003             |
| - Petit problème avec l'argent : Les enfants veulent gagner de l'argent pour acheter des vestes. - Double défi : Les élèves plus âgés mettent Léon sous pression. |                                                      |                             |
| 7 | Test de sélection/Estimez-vous heureux               | 14 janvier 2003             |
| - Test de sélection : Un test de sélection a lieu dans une équipe sportive. Léa voudrait être retenue. - Estimez-vous heureux : Les parents veulent enseigner à leurs enfants une leçon d'humilité et de gratitude.                                                               |                                                      |                             |
| 8 | La soirée pyjama/Bagarre pour les devoirs            | 15 janvier 2003             |
| - La soirée pyjama : Léa participe à une soirée pyjama qui petit à petit dégénère. - Bagarre pour les devoirs : Léon rêve en classe et ne fait jamais ses devoirs. |                                                      |                             |
| 9 | Le concours de jeunes talents/Le phare hanté         | 16 janvier 2003             |
| - Le concours de jeunes talents : Un concours de talents a lieu en ville. - Le phare hanté : Un phare hanté créé une légende. |                                                      |                             |
| 10 | L'anniversaire de Léon/Le monstre aux yeux verts     | 17 janvier 2003             |
| - L'anniversaire de Léon : Léa crée une vidéo sur Léon quand elle doit lui offrir un cadeau. - Le monstre aux yeux verts : Léa est victime de jalousie. |                                                      |                             |
| 11 | Le bébé Tamia/L'étoile aux souhaits                  | 20 janvier 2003             |
| - Le bébé Tamia : Un bébé arrive en ville. - L'étoile aux souhaits : Léa devient obsédée par une mystérieuse étoile filante. |                                                      |                             |
| 12 | Les oursons gâtés/Perdus dans une cave               | 21 janvier 2003             |
| - Les oursons gâtés : Les enfants veulent tout tout de suite. - Perdus dans une cave : Le père des oursons leur enseigne une technique pour éviter de perdre leur sang froid. |                                                      |                             |
| 13 | Une bonne alimentation/Le camp de vacances           | 22 janvier 2003             |
| - Une bonne alimentation : Les enfants mangent trop de nourriture grasse. - Le camp de vacances : Léa est la seule effrayée à l'idée de dormir à la belle étoile. |                                                      |                             |

### Deuxième saison (2003)
| No. de série | Titre français                                             | Date originale de diffusion |
| --- | ---------------------------------------------------------- | --------------------------- |
| 1 | Le mot d'excuse/La journée des métiers                     | 14 juillet 2003             |
| - Le mot d'excuse : Léa cherche à échapper aux cours de gym. - La journée des métiers : Léon veut participer à la journée des métiers mais il ne sait pas lequel choisir.                                          |                                                            |                             |
| 2 | Trop petite pour l'équipe/La compétition de corde à sauter | 15 juillet 2003             |
| - Trop petite pour l'équipe : Léa devient manager de l'équipe sportive. - La compétition de corde à sauter : Léa devient obsédée par une compétition de corde à sauter.                                            |                                                            |                             |
| 3 | La mauvaise habitude/Que le meilleur gagne                 | 16 juillet 2003             |
| - La mauvaise habitude : Léa développe une mauvaise habitude. - Que le meilleur gagne : Le père des oursons participe à une compétition afin de gagner le prix de la plus grosse citrouille.                       |                                                            |                             |
| 4 | Ferdy Factuel/Un coup de main                              | 17 juillet 2003             |
| - Ferdy Factuel : Ferdy participe à un concours de sciences. - Un coup de main : Les oursons apprennent le sens du mot générosité.                                                                                 |                                                            |                             |
| 5 | La grosse gaffe/Rien à faire                               | 18 juillet 2003             |
| - La grosse gaffe : Léa apprend un mot ordurier en regardant une vidéo. - Rien à faire : Les enfants acceptent d'aider leurs parents dans les tâches ménagères.                                                    |                                                            |                             |
| 6 | Le palais des glaces/Trop de pression                      | 21 juillet 2003             |
| - Le palais des glaces : Léa complexe à cause de ses trop grosses oreilles. - Trop de pression : Les oursons sont tous sous pression à cause du surplus d'activité.                                                |                                                            |                             |
| 7 | Le parc d'attractions/Un endroit parfait pour pêcher       | 22 juillet 2003             |
| - Le parc d'attractions : Les enfants apprennent qu'ils vont visiter un parc naturel avec leurs parents. - Un endroit parfait pour pêcher : Les enfants aident leurs parents à fêter leur anniversaire de mariage. |                                                            |                             |
| 8 | Un travail en été/Le grand cerf volant rouge               | 23 juillet 2003             |
| - Un travail en été : Les oursons finissent par obtenir un travail d'été. - Le grand cerf volant rouge : Les enfants construisent un cerf volant.                                                                  |                                                            |                             |
| 9 | Vive les vacances/Des parents pas marrants                 | 24 juillet 2003             |
| - Vive les vacances : Les vacances familiales tournent à la catastrophe. - Des parents pas marrants : Les oursons échangent leurs rôles avec leurs parents.                                                        |                                                            |                             |
| 10 | Visite chez le docteur/Ne polluez plus                     | 25 juillet 2003             |
| - Visite chez le docteur : Les oursons visitent le docteur. - Ne polluez plus : Les oursons se lancent dans une campagne de recyclage.                                                                             |                                                            |                             |
| 11 | À la mode/Envole-toi                                       | 28 juillet 2003             |
| - À la mode : Léa aimerait devenir cool. - Envole-toi : Léon et Freddy essaient de dessiner un cerf-volant. |                                                            |                             |
| 12 | À la mer/Le retardataire                                   | 29 juillet 2003             |
| - À la mer : Les enfants partent à la mer. - Le retardataire : Léon est toujours en retard et reçoit une montre pour corriger le problème.                                                                         |                                                            |                             |
| 13 | Réunion de famille/La mauvaise odeur de lait               | 30 juillet 2003             |
| - Réunion de famille : Les enfants rencontrent la parenté de leur mère. - La mauvaise odeur de lait : Par la faute des enfants, le lait caille.                                                                    |                                                            |                             |

### Troisième saison (2003-2004)
| No. de série | Titre français                                       | Date originale de diffusion |
| --- | ---------------------------------------------------- | --------------------------- |
| 1 | Les nouveaux voisins/La grande élection              | 23 octobre 2003             |
| - Les nouveaux voisins : Le père des oursons a bien du mal à s'acclimater à ses nouveaux voisins. - La grande élection : Le père des oursons veut se présenter à la municipale.                                                                                 |                                                      |                             |
| 2 | Le centre commercial/Une mamie extraordinaire        | 7 octobre 2003              |
| - Le centre commercial : Le père des oursons se perd dans un centre commercial. - Une mamie extraordinaire : Léa doit préparer un exposé sur la personne qu'elle aime le plus.                                                                                  |                                                      |                             |
| 3 | Pensez aux autres/La crise de hoquet                 | 15 septembre 2003           |
| - Pensez aux autres : Les enfants apprennent le sens de la charité. - La crise de hoquet : Le père des oursons souffre de hoquet. |                                                      |                             |
| 4 | Séance spéciale/Ballade surprise                     | 16 septembre 2003           |
| - Séance spéciale : Les oursons cherchent à aller au cinéma avec leurs parents. - Ballade surprise : La famille part en balade la nuit. |                                                      |                             |
| 5 | Le salon animalier/Ramasser et ranger                | 19 septembre 2003           |
| - Le salon animalier : La famille se rend au salon animalier. - Ramasser et ranger : Les oursons apprennent le sens du mot rangement. |                                                      |                             |
| 6 | Attention mesdames et messieurs/La course automobile | 17 septembre 2003           |
| - Attention mesdames et messieurs : Léon et Léa se disputent et cherchent à se réconcilier. - La course automobile : Les oursons participent à une course automobile.                                                                                           |                                                      |                             |
| 7 | Un trésor dans le grenier/Le déménagement            | 17 septembre 2003           |
| - Un trésor dans le grenier : Les enfants sont persuadés qu'il y a un trésor dans le grenier. - Le déménagement : Les parents racontent aux enfants quand ils ont déménagé la première fois.                                                                    |                                                      |                             |
| 8 | Eh bien dansons/Le cauchemar                         | 18 septembre 2003           |
| - Eh bien dansons : Une compétition de danse a lieu. - Le cauchemar : Un nouveau personnage de télévision donne des cauchemars à Léa. |                                                      |                             |
| 9 | La leçon de politesse/Savoir s'organiser             | 22 septembre 2003           |
| - La leçon de politesse : Les enfants apprennent le sens des bonnes manières. - Savoir s'organiser : Les enfants apprennent le sens du mot organisation. |                                                      |                             |
| 10 | Théo le fiérot/ Le bois des oiseaux                  | 1er octobre 2003            |
| - Théo le fiérot : Théo est trop fier pour demander de l'aide à qui que ce soit. - Le bois des oiseaux : Les enfants veulent protéger un bois. |                                                      |                             |
| 11 | Cette souche doit disparaître/Le dessin              | 14 octobre 2003             |
| - Cette souche doit disparaître : Le père des oursons veut retirer une vieille souche. - Le dessin : Un concours de dessin est organisé. |                                                      |                             |
| 12 | La pizza de papa ours/Le match de football           | 19 octobre 2003             |
| - La pizza de papa ours : Les enfants organisent un brunch mais ils ne savent pas quoi proposer comme nourriture. - Le match de football : Léon et ses amis s'entraînent dur pour le match de football.                                                         |                                                      |                             |
| 13 | Dehors en toute saison/Vivement que ça repousse      | 10 octobre 2003             |
| - Dehors en toute saison : Les enfants profitent avec leurs parents des différents climats et des activités qui y sont associées. - Vivement que ça repousse : La fourrure de Léa doit repousser.                                                               |                                                      |                             |
| 14 | Monter et descendre/Grand ours petit ours            | 9 avril 2004                |
| - Monter et descendre : Les enfants partent en vacances. Le père est trop pressé d'aller se baigner pour vérifier tout l'équipement. - Grand Ours Petit Ours : Léon veille sur Léa, et réussit tellement bien sa mission qu'il est pressé de grandir trop vite. |                                                      |                             |

## Distribution

### Voix originales
- Michael Cera puis Michael D'Ascenzo : Léon
- Tajja Isen : Léa
- Benedict Campbell : Mr. Berenstain
- Camilla Scott : Mrs. Berenstain

### Voix françaises
- Benoît Grimmiaux : M. Berenstain
- Laurence César : Mme Berenstain
- Marie Van R : Léon
- Ioanna Gkizas : Léa
- Bernard Faure : Grand-père
- Nicole Shirer : Grand-mère
- Aurélien Ringelheim : Freddy

- Version française
  - Studio de doublage : Made in Europe 
  - Direction artistique : Myriam Thirion
  - Adaptation : Thierry Renucci et Anne Goldstein

## Sortie en DVD
La série a été éditée en 7 DVD tous chez Citel :
- La Rentrée
- Visite chez le dentiste
- Le Petit Chien
- Vacances chez Mamie et Papy
- L'Anniversaire de Léon
- Les Oursons Gâtés
- Un bonbon ou un gage !

Ces DVD sont devenus très rares, avec le temps, et introuvables dans le commerce.